# Douglas Osheroff
Douglas Osheroff (Aberdeen, Washington, 1. kolovoza 1945.), američki fizičar. Diplomirao (1967.) na Kalifornijskom tehnološkom institutu Caltech u Pasadeni, doktorirao (1973.) na Sveučilištu Cornell u Ithaci, gdje je kao poslijediplomant s D. M. Leejem i R. Richardsonom radio u laboratoriju za niske temperature, na istraživanju svojstava helijeva izotopa ³He na ultraniskim temperaturama od nekoliko tisućinki stupnja iznad apsolutne nule, te opazio pojavu (1971.) koja se naziva supratekućina ili suprafluidnost. Za njezino otkriće i kvantnomehaničko objašnjenje sva su trojica 1996. dobila Nobelovu nagradu za fiziku.